# Монтальбан, Рикардо
Рикардо Гонсало Педро Монтальбан-и-Мерино (исп. Ricardo Gonzalo Pedro Montalbán y Merino; 25 ноября 1920 — 14 января 2009) более известный как Рикардо Монтальбан — мексиканский и американский актёр, известный своими ролями в театре, кино и на телевидении. Его карьера длилась более 65 лет, он не прекращал профессиональную деятельность до самой смерти.

## Ранние годы
Рикардо родился в Мехико, но вырос в городе Торреон. Его родителями были иммигранты из Испании Рикарда Мерина и Хенаро Монтальбан, управляющий магазина. Помимо Рикардо, в семье было ещё два ребёнка — его старший брат Карлос (тоже актёр) и сестра Кармен. В подростковом возрасте Рикардо переехал в Лос-Анджелес, где тогда жил Карлос. Они переехали в Нью-Йорк в 1940 году, и Рикардо получил роль в пьесе «Её картонный любовник». На следующий год, узнав, что его мать находится при смерти, он вернулся в Мексику. На своей родине Рикардо стал звездой, снявшись во многих испаноязычных фильмах.

## Карьера
Рикардо впервые снялся в кино в 1943 году. По его собственным словам, руководство студии в Голливуде хотело, чтобы он взял себе сценический псевдоним Рикки Мартин. Рикардо часто играл азиатов, особенно японцев, как в фильме «Сайонара» (1957). Первая главная роль досталась ему в фильме «Инцидент на границе» 1949 года. 21 ноября того же года Рикардо появился на обложке журнала Life, что до этого не удавалось ни одному испаноязычному актёру.
Многие из ранних работ Рикардо — характерные роли типа «индеец» или «латиноамериканский любовник» в вестернах. В 1950 году он получил роль иного типа, сыграв офицера полиции в фильме «Загадочная улица». В 1950-х и 1960-х годах Рикардо был одним из немногих активно снимающихся испаноязычных актёров.
Одной из самых известных ролей Рикардо на телевидении в 1967 году стала роль злодея Хана Нуньена Сингха в эпизоде «Космическое семя» оригинального сериала «Звёздный путь». В 1982 году Монтальбан сыграл роль Хана в полнометражном фильме «Звёздный путь 2: Гнев Хана». Не менее знаменита его роль мистера Рорка в сериале «Остров фантазий», в котором он снимался с 1978 по 1984 год. В сериалах «Династия» и «Династия II. Семья Колби» (1986—1987) Рикардо предстал в образе богатого авантюриста Зака Пауэрса. Другие примечательные работы в кино включают фильмы «Бегство с планеты обезьян» (1971), «Завоевание планеты обезьян» (1972), «Голый пистолет» (1988), «Дети шпионов 2: Остров несбывшихся надежд» (2002) и «Дети шпионов 3: Игра окончена» (2003).

## Личная жизнь
Монтальбан женился на актрисе и модели Джорджиане Янг (сестре Лоретты Янг) в 1944 году, у них родилось четверо детей: Лора, Марк, Анита и Виктор. Супруги прожили вместе 63 года. 13 ноября 2007 года Янг скончалась в возрасте 84 лет.

### Травма
В 1951 году на съёмках фильма «По широкой Миссури» Монтальбан упал с лошади, потерял сознание и был затоптан другой лошадью. Это привело к серьёзной травме спины, дававшей знать о себе всю оставшуюся жизнь. В 1993 году боль усилилась, Монтальбан перенёс 9-часовую операцию на позвоночник, в результате чего его ноги парализовало.

### Смерть
Умер 14 января 2009 года у себя дома в Лос-Анджелесе в возрасте 88 лет. Причина смерти не была установлена, но по словам его зятя Гилберта Смита, он скончался от «осложнений преклонного возраста». Монтальбан похоронен рядом со своей женой Джиорджианой Янг на Кладбище Святого Креста.

## Избранная фильмография
| Год       |    | Русское название                              | Оригинальное название                          | Роль                    |
| --------- | -- | --------------------------------------------- | ---------------------------------------------- | ----------------------- |
| 1947      | ф  | Фиеста                                        | Fiesta                                         | Марио Моралес           |
| 1949      | ф  | Инцидент на границе                           | Border Incident                                | Пабло Родригес          |
| 1949      | ф  | Поле битвы                                    | Battleground                                   | Родригес                |
| 1950      | ф  | Загадочная улица                              | Mystery Street                                 | лейтенант Питер Моралес |
| 1957      | ф  | Сайонара                                      | Sayonara                                       | Накамура                |
| 1960      | с  | Бонанза                                       | Bonanza                                        | Матсу                   |
| 1960      | с  | Альфред Хичкок представляет                   | Alfred Hitchcock Presents                      | Тони Лорка              |
| 1964      | ф  | Осень шайеннов                                | Cheyenne Autumn                                | Маленький Волк          |
| 1964      | с  | Защитники                                     | The Defenders                                  | «Испанский Джон» Эспехо |
| 1967      | с  | Звёздный путь: Оригинальный сериал            | Star Trek: The Original Series                 | Хан                     |
| 1967      | с  | Миссия невыполнима                            | Mission: Impossible                            | Жерар Сефра             |
| 1968—1972 | с  | Гавайи 5-O                                    | Hawaii Five-O                                  | Алекс Парено / Токура   |
| 1969      | ф  | Милая Чарити                                  | Sweet Charity                                  | Витторио Видаль         |
| 1970      | с  | Дымок из ствола                               | Gunsmoke                                       | Чато                    |
| 1971      | ф  | Бегство с планеты обезьян                     | Escape from the Planet of the Apes             | Армандо                 |
| 1972      | ф  | Завоевание планеты обезьян                    | Conquest of the Planet of the Apes             | Армандо                 |
| 1976      | с  | Коломбо                                       | Columbo                                        | Луис Монтойя            |
| 1976      | ф  | Вон Тон Тон — собака, которая спасла Голливуд | Won Ton Ton, the Dog Who Saved Hollywood       | звезда немого кино      |
| 1977—1984 | с  | Остров фантазий                               | Fantasy Island                                 | мистер Рорк             |
| 1982      | ф  | Звёздный путь 2: Гнев Хана                    | Star Trek II: The Wrath of Khan                | Хан                     |
| 1984      | ф  | Гонки «Пушечное ядро»                         | The Cannonball Run                             | Кинг                    |
| 1985—1987 | с  | Династия 2: Семья Колби                       | The Colbys                                     | Зак Пауэрс              |
| 1986      | с  | Династия                                      | Dynasty                                        | Зак Пауэрс              |
| 1988      | ф  | Голый пистолет                                | The Naked Gun: From the Files of Police Squad! | Винсент Людвиг          |
| 1990      | с  | Она написала убийство                         | Murder, She Wrote                              | Вацлав Маришка          |
| 1997      | с  | Надежда Чикаго                                | Chicago Hope                                   | полковник Мартин Нивс   |
| 2002      | ф  | Дети шпионов 2: Остров несбывшихся надежд     | Spy Kids 2: Island of Lost Dreams              | дедушка                 |
| 2003      | ф  | Дети шпионов 3: Игра окончена                 | Spy Kids 3-D: Game Over                        | дедушка                 |
| 2006      | мф | Гроза муравьёв                                | The Ant Bully                                  | глава Совета            |